# Spiculimermis baicalensis
Spiculimermis baicalensis  (лат.) — вид круглых червей из семейства Mermithidae (отряд Mermithida, Nematoda). Эндемик озера Байкал (Россия), обнаружен в южной его части. Особенности места обнаружения (грунт и глубина) неизвестны. Круглые черви мелких размеров. Имеют 2 длинные изогнутые спикулы, 6 продольных хорд и 6 головных папилл (расположены симметрично по кругу), рот конечный, с небольшим отверстием. Снаружи покрыты тонкой кутикулой без перекрестной волокнистости. Предположительно паразиты водных личинок комаров-звонцов (Chironomidae).Вид был впервые описан в 1976 году советским зоологом профессором Иваном Антоновичем Рубцовым и включён в ранее выделенный отдельный род Spiculimermis Artyukhovsky, 1963 из семейства Mermithidae.